# ビン・スカリー
ビン・スカリー／ヴィン・スカリー（Vin Scully、1927年11月29日 - 2022年8月2日）は、アメリカ合衆国のアナウンサー。ニューヨーク市ブロンクス区生まれ。

## 人物
1950年から、メジャーリーグベースボール（MLB）に加盟するプロ野球球団、ブルックリン・ドジャース（1958年より、ロサンゼルス・ドジャース）の専属実況アナウンサーとして活動。
1953年に25歳でワールドシリーズの実況を担当。以来、25回の実況を担当。また、オールスターゲームも12回を担当。選手個人による大記録の達成シーンについても、1956年のワールドシリーズでのドン・ラーセンの完全試合を始め、サンディー・コーファックスの完全試合、ハンク・アーロンの通算715号本塁打、野茂英雄のノーヒットノーラン（1996年）で実況を担当。
決まり文句や絶叫に頼らず、大記録達成時には歓声や拍手を聴かせるため沈黙に徹する手法が特徴で、「20世紀で最も偉大なスポーツ・アナウンサー」「ドジャースの声」「ロサンゼルスの声」といわれる。
野球以外ではNFL中継やPGAツアー・マスターズ中継でも実況を担当した。NFL中継では、伝説的プレイ『ザ・キャッチ』が生まれた1981年シーズンのNFCチャンピオンシップゲーム（サンフランシスコ・フォーティーナイナーズ対ダラス・カウボーイズ）における実況で知られる。
1982年、アメリカ野球殿堂よりフォード・C・フリック賞が授与された。。
2016年限りで引退を公表すると、先立ちロサンゼルス市議会は同年1月、ドジャー・スタジアム近くの「エリシアン・パーク通り」を「ビン・スカリー通り」に改名する決議を行なった。
同年9月25日のコロラド・ロッキーズ対ドジャース戦が本拠地での最後の実況となり、翌週の10月2日に行われたドジャース対サンフランシスコ・ジャイアンツ（AT&Tパーク）を最後に、67年にわたる実況生活にピリオドを打った。
11月16日、大統領自由勲章を受章。
2022年8月2日死去。94歳没。